# Louis A. Wiltz

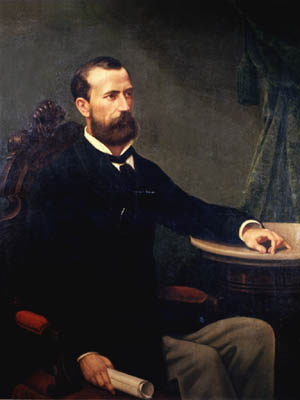
Louis A. Wiltz.

Louis Alfred Wiltz, född 22 oktober 1843 i New Orleans, Louisiana, död 16 oktober 1881 i New Orleans, Louisiana, var en amerikansk politiker (demokrat). Han var borgmästare i New Orleans 1872–1874, viceguvernör i Louisiana 1877–1880 samt delstatens guvernör från 14 januari 1880 fram till sin död.
Wiltz deltog i amerikanska inbördeskriget som kapten i Amerikas konfedererade staters armé och gifte sig 1863 med Mildred Michaela Bienvenu. Paret fick fyra döttrar och en son.
Wiltz efterträdde 1872 Benjamin Flanders som borgmästare i New Orleans och efterträddes 1874 av Charles J. Leeds. Demokraterna vann 1876 års omtvistade guvernörsval efter att USA:s president Rutherford B. Hayes godkände 1877 års kompromiss som innebar att federala trupper drogs tillbaka från South Carolina, Florida och Louisiana. Rekonstruktionstiden i Louisiana tog slut i och med maktskiftet 1877 som påbörjade Demokratiska partiets långa period av dominans i delstaten. Francis T. Nicholls tillträdde guvernörsämbetet och Wiltz tjänstgjorde som hans viceguvernör. År 1880 efterträdde sedan Wiltz Nicholls som guvernör men mandatperioden som guvernör förblev kort. Den 16 oktober 1881 avled Wiltz nämligen i tuberkulos och efterträddes i guvernörsämbetet av Samuel D. McEnery.